# Lithophragma campanulatum
Lithophragma campanulatum är en stenbräckeväxtart som beskrevs av Howell. Lithophragma campanulatum ingår i släktet Lithophragma och familjen stenbräckeväxter. Inga underarter finns listade i Catalogue of Life.